# Norman Hunter
Norman Hunter (29. října 1943 Gateshead – 17. dubna 2020 Leeds) byl anglický fotbalista. Nastupoval především na pozici středního obránce.
S anglickou reprezentací vyhrál mistrovství světa roku 1966, na závěrečném turnaji však nenastoupil. Na mistrovství Evropy 1968 získal bronzovou medaili. Hrál i na mistrovství světa v Mexiku roku 1970. Celkem za národní tým odehrál 29 utkání a vstřelil 2 góly.
S Leedsem United, kde působil v letech 1962–1976, dvakrát vyhrál Veletržní pohár (předchůdce Poháru UEFA), a to v sezónách 1967/68 a 1970/71. Jednou se s Leedsem probojoval do finále Poháru mistrů evropských zemí (1974/75), ale na trofej se anglickému týmu dosáhnout nepodařilo. Celkem v evropských pohárech odehrál 77 zápasů a vstřelil 1 gól.
Dvakrát se s Leedsem stal mistrem Anglie (1968/69, 1973/74) a jednou získal FA Cup (1971/72).
Roku 1974 byl v anketě PFA vyhlášen nejlepším fotbalistou Anglie, stal se tak vůbec prvním výhercem této ankety v historii.